# Lenzites stereoides
Lenzites stereoides är en svampart som först beskrevs av Elias Fries, och fick sitt nu gällande namn av Leif Ryvarden 1972. Lenzites stereoides ingår i släktet Lenzites och familjen Polyporaceae.   Inga underarter finns listade i Catalogue of Life.